# Mestre Bimba, a Capoeira Iluminada
Pour plus de détails, voir Fiche technique et Distribution.
Mestre Bimba, a Capoeira Iluminada est un film documentaire brésilien réalisé par Luiz Fernando Goulart, sorti en 2005.

## Synopsis
Ce documentaire raconte, à travers les témoignages de ses anciens élèves et des images de cinéma inédites, l’histoire de ce brésilien, Manuel dos Reis Machado, ou Maître Bimba (1899 – 1974), un illettré qui a reçu, par l’une des plus prestigieuses Universités du Brésil, le titre posthume de Doctor Honoris Causa. D’origine modeste, il a été un grand « joueur » de capoeira mais avant tout un éducateur, qui a consacré toute sa vie à valoriser la capoeira. Pour beaucoup d’historiens, il a été l’un des noirs les plus importants du XXe siècle en Amérique. Son nom est la première référence qu’un élève de capoeira apprend, où qu’il se trouve. Les milliers de musiques chantées dans tous les cercles de capoeira des cinq continents lui sont consacrées.

## Fiche technique
- Réalisation : Luiz Fernando Goulart
- Production : Lumen Produções, Publytape Comunicação
- Scénario : Luiz Carlos Maciel
- Image : Doddy Agostinho
- Son : Fernando Ariani
- Montage : Daniel Nobre